# Tjörnin Reykjavík
Het Tjörnin Reykjavík is een voormalige ijsbaan in Reykjavík in IJsland. De openlucht-natuurijsbaan is geopend in 1891 en gesloten in 1963. De ijsbaan ligt op 103 meter boven zeeniveau. Er zijn op deze ijsbaan verschillende IJslandse kampioenschappen georganiseerd.

## Nationale kampioenschappen
- 1950 - IJslandse kampioenschappen schaatsen allround
- 1954 - IJslandse kampioenschappen schaatsen allround
- 1955 - IJslandse kampioenschappen schaatsen allround
- 1960 - IJslandse kampioenschappen schaatsen allround